# 성능 공학
성능 공학(Performance engineering)은 시스템 공학의 한 부류로 성능 (처리량, 지연 또는 메모리 사용량 등)을 위한 비기능 요구사항을 충족하도록 설계, 구현 및 동작이 되는 해결책을 보장하는 시스템 개발 생명 주기의 모든 단계에 적용되는 역할, 기술, 활동, 방법, 도구 및 산출물의 집합을 포함한다.

## 같이 보기
- 소프트웨어 테스트
- 소프트웨어 품질